# 1833
1833 је била проста година.

## Догађаји

### Јануар
- 1. јануар — Велика Британија је прогласила суверенитет над Фолкландским Острвима у Атлантику, која су пре тога била под шпанском колонијалном влашћу.
- 23. јануар — 25. јануар – Скупштина у Крагујевцу (1833)

### Јул
- 8. јул – склопљен Ункјар-Искелесијски уговор

### Датум непознат
- Википедија:Непознат датум — Први црквени устав београдске митрополије
- Википедија:Непознат датум — донет Хатишериф из 1833. године

## Рођења

### Фебруар
- 28. фебруар — Алфред фон Шлифен, немачки фелдмаршал

### Август
- 20. август — Бенџамин Харисон, 23. председник САД

### Септембар
- 28. септембар — Владимир Јовановић, српски политичар

## Смрти

### Јул
- 5. јул — Жозеф Нисефор Нијепс, француски хемичар (*1765)

### Септембар
- 7. септембар — Цинцар Јанко Поповић, српски устаник